# Total Eclipse of the Heart

LP "Pão Pão Beijo Beijo Internacional", lançado em 1983 pela Opus Columbia, gravadora das trilhas sonoras de novelas das 18h até 1985, durante a exibição da novela, que a música esteve incluída.

"Total Eclipse of the Heart" é uma power ballad escrita e produzida por Jim Steinman, e gravada pela cantora galesa Bonnie Tyler para seu álbum de estúdio Faster Than the Speed of Night. O cantor canadense Rory Dodd foi o responsável pelo Backing Vocal da música.
Lançado como single no início de 1983 no Reino Unido e posteriormente naquele verão nos Estados Unidos, foi o primeiro lançamento do álbum e se tornou o maior hit da carreira de Tyler, atingindo o número um em vários países, incluindo nos Estados Unidos, tornando-a a primeira e única cantora galesa a chegar ao topo da Billboard Hot 100. Com as vendas físicas superiores a 9 milhões de cópias, a gravação de Tyler é um dos singles mais vendidos de todos os tempos.
Esta power ballad permanece como a canção de maior sucesso de Tyler, chegando a Nº 1 nos Estados Unidos, África do Sul, Austrália, Nova Zelândia, Canadá, Hong Kong e Reino Unido. No seu auge, que vendeu 60 mil cópias por dia, e cerca de 6 milhões de cópias no total. Recebeu o prêmio Variety Club no Reino Unido por melhor single de 1983.
No Brasil fez bastante sucesso, principalmente por fazer parte da trilha sonora internacional da novela Pão Pão, Beijo Beijo, exibida pela Rede Globo em 1983, como tema da personagem "Mariana" interpretada por Tânia Loureiro. Está presente na trilha-sonora do game Battlefield 4.

## Tabelas musicais
| Paradas (1983)                                 | Melhor posição |
| ---------------------------------------------- | -------------- |
| Austrália (Kent Music Report)                  | 1              |
| Bélgica (Ultratop 50 de Flandres)              | 14             |
| Canadá (RPM Top Singles)                       | 1              |
| França (IFOP)                                  | 3              |
| O campo songid é OBRIGATÓRIO PARA PARADA ALEMÃ | 16             |
| Irlanda (IRMA)                                 | 1              |
| Itália (Hit Parade)                            | 14             |
| Países Baixos (Dutch Top 40)                   | 24             |
| Países Baixos (Single Top 100)                 | 18             |
| Nova Zelândia (Recorded Music NZ)              | 1              |
| Noruega (VG-lista)                             | 1              |
| África do Sul (Springbok Radio)                | 1              |
| Espanha (AFYVE)                                | 9              |
| Suécia (Sverigetopplistan)                     | 3              |
| Suíça (Schweizer Hitparade)                    | 3              |
| Reino Unido (UK Singles Chart)                 | 1              |
| Estados Unidos (Billboard Adult Contemporary)  | 7              |
| Estados Unidos (Billboard Hot 100)             | 1              |
| Estados Unidos (Billboard Top Tracks)          | 23             |
| Estados Unidos (Cash Box)                      | 1              |